# Arab Investigation Centres
 (février 2023).
Si vous disposez d'ouvrages ou d'articles de référence ou si vous connaissez des sites web de qualité traitant du thème abordé ici, merci de compléter l'article en donnant les références utiles à sa vérifiabilité et en les liant à la section « Notes et références ».
Les Arab Investigation Centres (« Centres d'enquêtes arabes ») sont d'anciens centres où les autorités britanniques interrogeaient les suspects arabes de la Palestine mandataire en recourant à des méthodes de torture telles que le waterboarding. Leur existence est mal connue du fait de la rareté des sources anglaises, israéliennes, et même arabes, et beaucoup de ce que l'on en sait provient de courriers anglais portant sur ce sujet. En tout état de cause, la création de ces centres s'inscrit dans le contexte de la grande violence de la répression britannique lors des révoltes en Palestine de 1920 à 1939.

## Origine de ces centres
C'est Sir Charles Tegart, un officier supérieur de la police « recruté » en Inde, qui a autorisé la création de ces centres. Connus sous l'euphémisme de Arab Investigation Centres (« Centres d'enquêtes arabes »), ils étaient destinés à ce qu'y soient passés au « troisième degré » les suspects que l'on voulait interroger, « jusqu'à ce qu'ils lâchent le morceau » (until they spilled the beans).

## Description
L'un des centres les plus importants se trouvait à Jérusalem-Ouest ; il ne fut fermé que lorsque des officiels anglais tels qu'Edward Keith-Roach les mirent en cause auprès du Haut-Commissaire (High Commissioner), en en soulignant le caractère contreproductif, lié à la fois à la mauvaise qualité des informations recueillies par ces méthodes et à la perte de crédit auprès de la population locale. On y pratiquait la technique connue aujourd'hui sous le nom de waterboarding.
Pour l'archidiacre anglican de Palestine, les brutalités policières étaient la cause de la violence qui régnait plutôt que sa conséquence ; aussi écrivit-il au Haut secrétaire du mandat britannique (Mandate Chief Secretary) en juin 1936 pour lui décrire les plaintes quotidiennes des Arabes maltraités par la police.